# Longinus Gabriel Pereira
Longinus Gabriel Pereira (* 15. März 1911 in Mumbai; † 19. Dezember 2004) war Weihbischof in Bombay.

## Leben
Longinus Gabriel Pereira empfing am 27. November 1938 die Priesterweihe. Papst Johannes XXIII. ernannte ihn am 5. Mai 1955 zum Titularbischof von Vada und bestellte ihn zum Weihbischof in Bombay. Er wurde am 11. August desselben Jahres zum Bischof geweiht. Am 13. Dezember 1986 nahm Johannes Paul II. seinen altersbedingten Rücktritt an.
Im Alter von 93 Jahren starb er am 19. Dezember 2004.